# Мостище (Калуський район)
Мости́ще — село Калуського району Івано-Франківської області. Входить до складу Калуської міської громади.

## Походження назви
З топологічного словника Івано-Франківщини «Мостище» Калуського району. Первісна назва села Довге. Нова ж пішла від розташування населеного пункту біля моста через річку Кропивник.

## Географія
У селі річка Фрунилів впадає у річку Кропивник.

## Населення

### Мова
Розподіл населення за рідною мовою за даними перепису 2001 року:
| Мова            | Кількість | Відсоток |
| --------------- | --------- | -------- |
| українська      | 1021      | 99.51%   |
| російська       | 2         | 0.19%    |
| білоруська      | 2         | 0.19%    |
| інші/не вказали | 1         | 0.11%    |
| Усього          | 1026      | 100%     |

## Герб
У зеленому щиті золотий вписаний міст (герб є промовистим), що супроводжується у правому верхньому кутку щитком: у срібному полі червоний прапор на золотому держаку в перев'яз справа. У хвилеподібній лазурові базі срібні літери "1551".

## Історія

### Заснування
Село було засноване галицьким старостою Миколаєм Сенявським в 1551 році. Первісно називалося Довгим або Мостищами. Належало до Калуського староства Галицької землі. Першими його жителями були сім господарів із родинами: ватаман Андрій Кравцович, Марко Литвин, Іван Попович, Яцько Попович, Іван Станкович, Данько Деркачович. В 1564 році в Мостищах жило 7 сімей, а з 1670-го уже нараховувалось 45 селянських господарств.

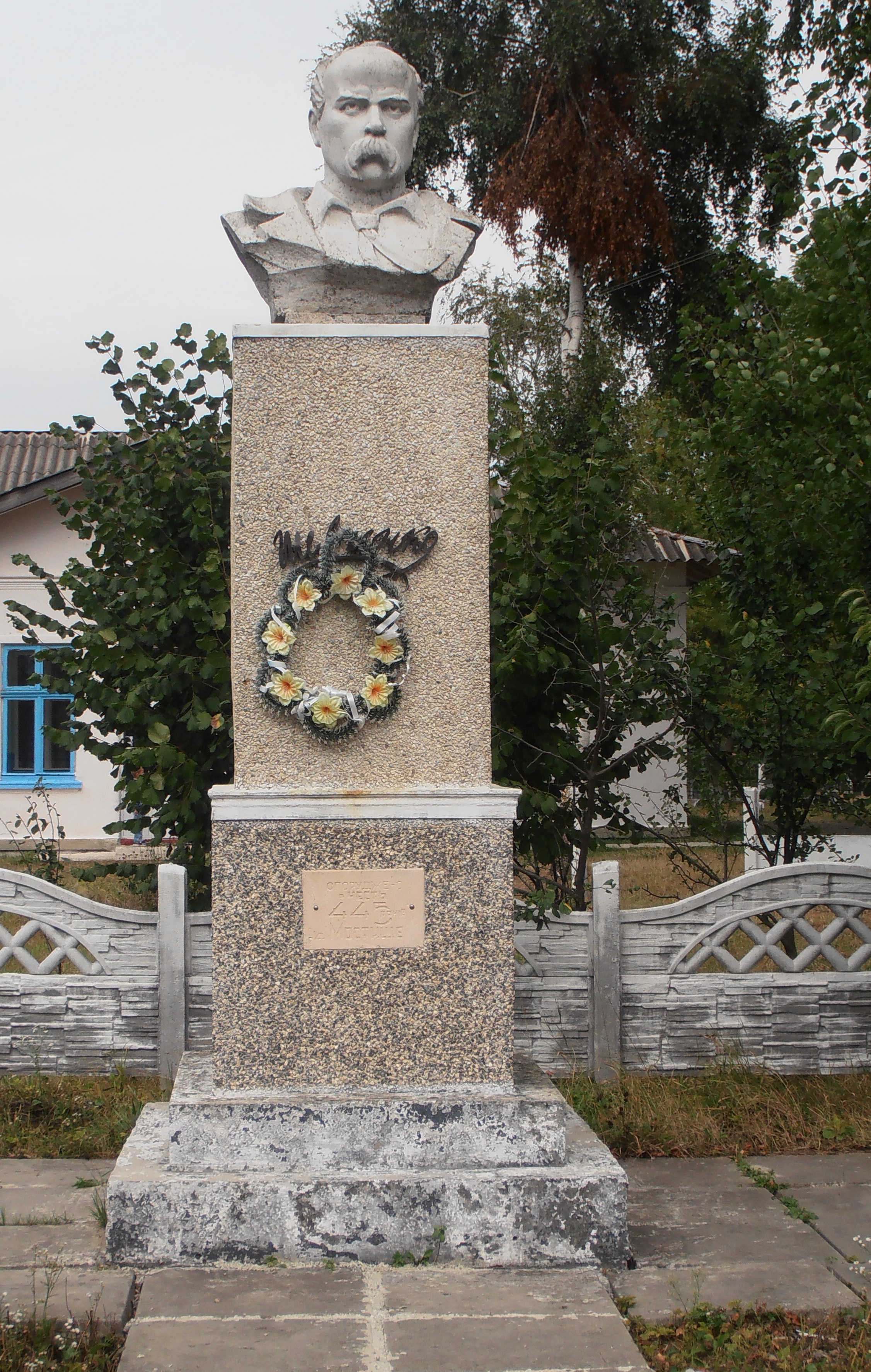

На думку старожила п. Михайла Бабія, старе село, яке називалось Довге, могло бути розташоване на захід від сьогоднішнього Мостища. Коли уважно придивитися до місцевості, то в лазах Яковинів, Сорохтея Павла, Кушарчиних добре видно межі грядок (місцеві мешканці їх називають загонами), видно неозброєним оком. Коли він навчався в школі, то вчитель Попадюк ходив з ними на екскурсію в ліс. Педагог приклавши вухо до землі, почув дзюрчання води. Повернувся сюди знову уже з людьми, які розкопали те місце. Копали півтора метра вглиб і знайшли уламки цегли, яку також виявили на Багні. В урочищі Погарище ще недавно люди викопували невеликі обгорілі головешки. Він же стверджує, що місце у березі перед хатою Ольги Кішко називали Цегольне. Можливо, село було розташоване на Погарищах (і було спалене татарами), а в теперішніх лазах було селянське поле. Віриться, що сюди прийдуть в майбутньому археологи і скажуть своє вагоме слово.

### Відродження
Після революції 1848 р. і скасування панщини всі землі в селі безоплатно роздані селянам і на кожне господарство припадало по 10-11 моргів ріллі та стільки ж лісу. Частину землі громада залишила неподіленою в загальному користуванні (горішні й долішні пасовища, урочище Оптинок, смуги вздовж річок Кропивник і Фурнилів). Була в селян і полонина коло села Дуба, яку громада продала під час будівництва церкви в 1870 р.
У 1880 році було 977 мешканців у селі та 9 на території фільварку (більшість — греко-католики, крім 20 римо-католиків), місцева греко-католицька парохія і постійна однокласова школа.
В селі знайдено рукопис давньоукраїнської драми «Повість о збуренні пекла», який опублікував І. Я. Франко. В 1899—1914 рр. в селі був громадський заїжджий двір з корчмою, які громада віддавала в оренду. В 1902 р. громадою села споруджено школу, яка діє і сьогодні. В 1898 р. в селі відкрито філію товариства Просвіта, яке за 20 років поступово подолало москвофільство, насаджене священиком Арсеном Авдиковським (хоч кілька осіб у 1915 р. після повернення австрійських військ за москвофільство були посаджені в концтабір Талергоф та ще кілька родин утекли з росіянами, але після війни вони повернулися вже українцями).

### Воєнні жорна
В Першій та Другій світових війнах дорога через село (на Верхню, Завадку, Болохів, Велику Тур'ю, Великі Дідушичі, Угільню, Бережницю і Стрілків) ставала основною для руху військ між Калушем і Стриєм. Одиницям вдалося вступити до Легіону Українських Січових Стрільців, проведена часткова мобілізація решти до австрійського війська, багато з них загинули або потрапили в полон. Після окупації Галичини російськими військами у школі розмістили штаб армії, поруч поставили польову радіостанцію, у штабі служив брат царя Михайло, до якого зверталися з приводу мародерства російських солдатів. Після повернення австро-угорців проведена повна мобілізація — навіть тих, що повернулися з полону. Мобілізованих кинули переважно на італійський фронт, де в запеклих боях більшість загинула.
1 листопада 1919 р. українці проголосили створення власної держави, проти якої наступного ж дня почали агресію поляки. Мостищани пішли в ряди УГА, однак свободу не вдалося відстояти.

### Мостищани у складі УСС і УГА
- Бейко Дивониз Вікторович — розстріляний в 1948 році;
- Борщак Степан Підхоружний — загинув у 1915 році на горі Маківці;
- Возняк Іван Якович — помер від ран в 1920 році; Г
- Гурман Василь Іванович — загинув під Львовом;
- Дутка Михайло Ількович — помер в 1940 році;
- Климишин Матвій Іванович — виїхав у Канаду;
- Лазоришин Михайло Томович — помер в 1950 році;
- Луців Степан Степанович — помер у 1996 році;
- Лазоришин Степан Томович — загинув під Львовом;
- Мельник Яків — загинув на горі Лисоні в 1916 році;
- Николин Гнат — помер в «трикутнику смерті»;
- Пукіш Василь Іванович — загинув під Львовом;
- Свірський Василь Михайлович — загинув під Львовом;
- Пукіш Михайло Мартинович — помер у 1940 році;
- Пукіш Микола Степанович — виїхав в Аргентину;
- Сорохтей Йосиф — підхорунжий — загинув на горі Лисоні в 1916 році;
- Сорохтей Михайло Томович — помер в 1940 році;
- Сухий Василь Трофимович — сотник армії УНР, репресований — помер в 1954 році на Сибіру[5];
- Сас Олексій Йосипович — помер в 1940 році;
- Паньків Панько Павлович — помер в 1960 році;
- Яців Василь Іванович — помер в 1994 році;
- Яців Василь Павлович — виїхав у США;
- Яців Юрій Олексійович — помер у 1970 році;
- Яців Михайло Якович — помер у 1950 році;
- Яковина Іван Теофілович — помер у 1960-х роках

### Польська окупація
Після окупації ЗУНРу поляками селяни гуртувалися для захисту своїх інтересів у Просвіті, кооперативі Злагода, відкрили молочарню і маслобійню, створили протипожежну дружину (для неї закупили помпу та інший інвентар), закупили зерноочисну машину фірми Трієр (у 1950 р. комуністи забрали в колгосп). До 1939 р. в селі діяв у літній період дитячий садок. В 1920-х роках через село проведена телефонна лінія на Верхню, а з 1 серпня 1934 р. село включене до гміни Верхня (Калуський повіт). В 1920-1930-х роках багато жителів села працювало на будівництві калійного виробництва в Калуші та обвідного каналу річки Сівка в обхід Калуша (між Мостищем і Калушем). В 1938 р. громадою споруджено Народний дім. Перекрили церкву оцинкованою бляхою, замінили дерев'яні хрести.
У 1939 році в селі проживало 1600 мешканців (1550 українців, 5 поляків, 30 латинників, 5 євреїв і 10 інших національностей).

### Нові окупанти
Після приєднання Західної України до СРСР село ввійшло 17 січня 1940 р. до новоутвореного Войнилівського району.
В 1940 році СРСР побудував аеродром на околиці села (відтоді урочище називається База), зруйнований німецькою авіацією 22 червня 1941 року.
В 1942 р. громадою збудована символічна могила борцям за волю України, яка у 1950 р. підірвана НКВС.
Велика частина села згоріла в 1945 р. 21 жовтня 1947 р. за підтримку повстанського руху сім родин виселено на Сибір і Казахстан, а їхні будинки знищені. Вцілілих загнали в колгосп Ілліча. Виселяли і пізніше мостищан на Сибір. Указом Президії Верховної Ради УРСР 21 лютого 1950 року село передане до Калуського району. У 1950-х роках радянською владою село було визначене як неперспективне і заборонено будувати нові хати, зносять будівлі і виселяють жителів з урочищ Довга і Під лісом, хуторів Багно, Скарбівка і Кепське, не ремонтуються мости і дороги.
У 1965—1972 роках село підпорядковувалося Калуській міській раді, рішенням облвиконкому № 136 від 28 березня 1972 р. передане Копанківській сільській раді, у 1991 р. утворена окрема сільрада.

### Новітній час
В 1989 р. в село провели газ і заасфальтували дорогу. В 1990 р. в селі утворена сільрада.
У 1994 р. споруджено нову символічну могилу борцям за волю України. На громадські пожертви в 1996 р. споруджено пам'ятник Т. Г. Шевченку. Найбільше зусиль задля цього доклав митець і педагог Михайло Тимчишин, який і є автором бюсту.
В селі похований загиблий боєць на російсько-українській війні 29.08.2015 поблизу міста Щастя на Луганщині Юрій Пукіш.

## Футбольна команда "Мостище"
ФК "Мостище" — аматорська українська футбольна команда, заснована у селі Мостище, Івано-Франківська область. Свій перший матч команда зіграла у 1976 р.

##### Відновлення команди
Після відновлення у 2021 році, ФК "Мостище" зіграв свій перший матч у турнірі з міні-футболу Urban5x5. Після цього клуб активно почав набирати склад команди. Перший великий матч після відновлення команда зіграла у селі Верхня проти команди “Юність” (Верхня).

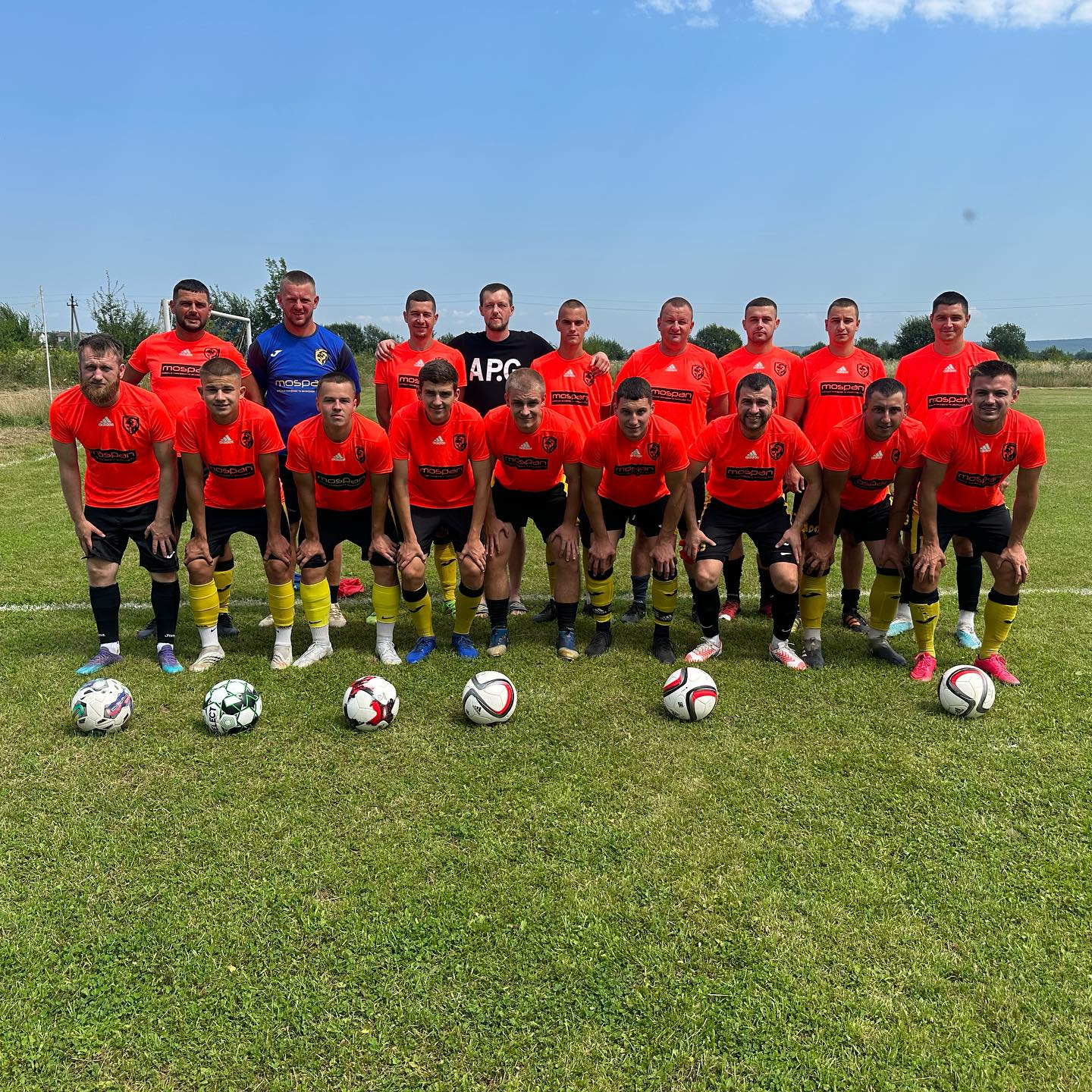
Футбольна команда "Мостище"

##### Активність у соціальних мережах
ФК "Мостище" активно бере участь у медіа-контенті та соціальних мережах. Клуб був учасником серіалу "Не футболіст" та веде активну діяльність у соцмережах, таких як Instagram та Facebook. Крім того, команда має активність на YouTube-каналі “МФК Калуш.” 

##### Керівництво команди
- Тарас Лукасевич — спонсор, президент команди
- Тарас Рисей — спонсор, президент команди
- Микола Петенко — спонсор, президент команди
- Сергій Моспан — спонсор, SMM-менеджер
- Андрій Король — головний тренер команди

## Церква
Вперше церква святого Миколая згадується 1684 року в реєстрі катедратика (столового податку) без дати побудови.

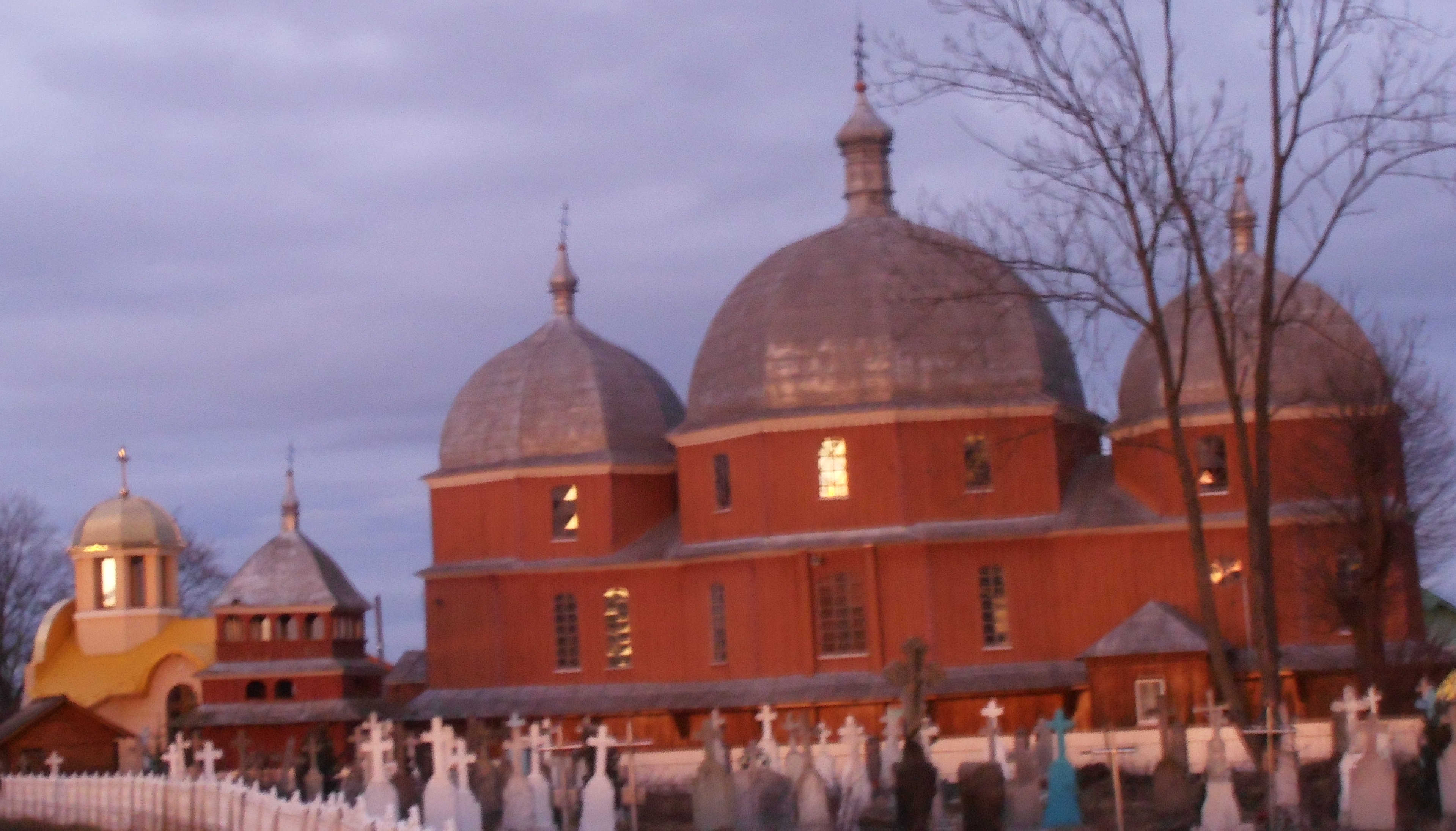
Церква

У протоколах генеральних візитацій Львівсько-Галицько-Кам'янецької єпархії 1740—1755 рр. сільська церква описується як нова дерев'яна, збудована парохом 1728 року за підтримки парохіян. Парохія налічувала 36 парохіян-господарів.
Нова, також дерев'яна церква, постала у 1870 році стараннями місцевого пароха. Первинні розписи в інтер'єрі церкви замальовані новими в 1930-х рр.
Австрійська армія конфіскувала в серпні 1916 р. у мостищівській церкві 5 дзвонів діаметром 100, 58, 42, 35, 33 см, вагою 175, 92, 33, 23, 19 кг. Після війни польська влада отримала від Австрії компенсацію за дзвони, але громаді села грошей не перерахувала. У 1918 р. з постанням ЗУНР парафіяни замовили нові 5 дзвонів у калуській ливарні братів Фельчинських. Однак з новою війною дзвони знову були забрані на військові потреби, тільки один кмітливий селянин здогадався підмінити найбільшого дзвона малим шкільним, а захований дзвін після війни повернули на своє місце.
Після заборони УГКЦ в 1946. о. Гнат Гункевич був репресований, а храм забраний Російською православною церквою. Однак при ослабленні комуністичного режиму парафіяни села на загальних зборах у 1990 р. проголосували за повернення до УГКЦ. Зараз церква є пам'яткою архітектури місцевого значення № 775 в користуванні громади УГКЦ. Збережені стародруки XVI—XVII ст., зібрані за роки існування громади.

## Фото

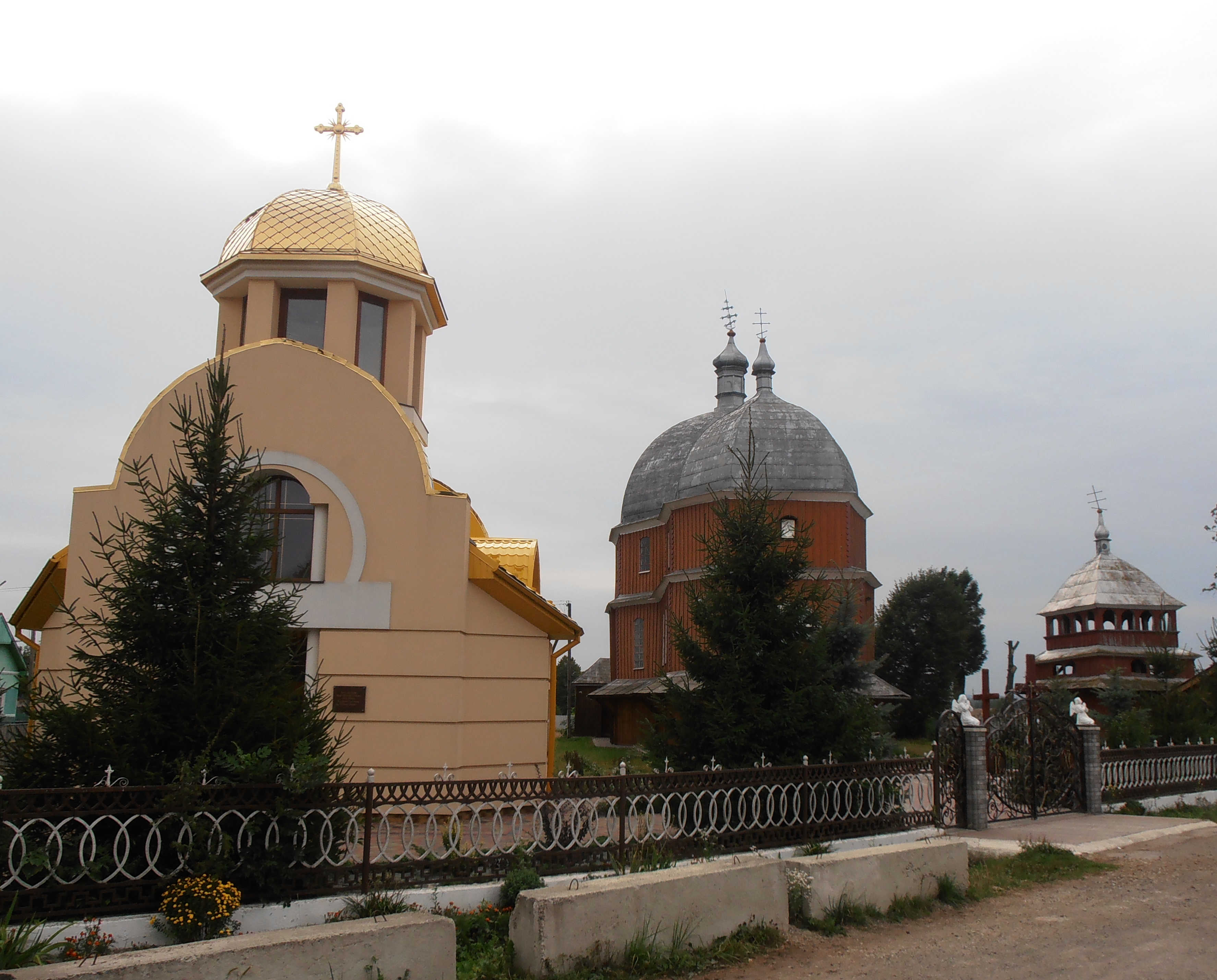
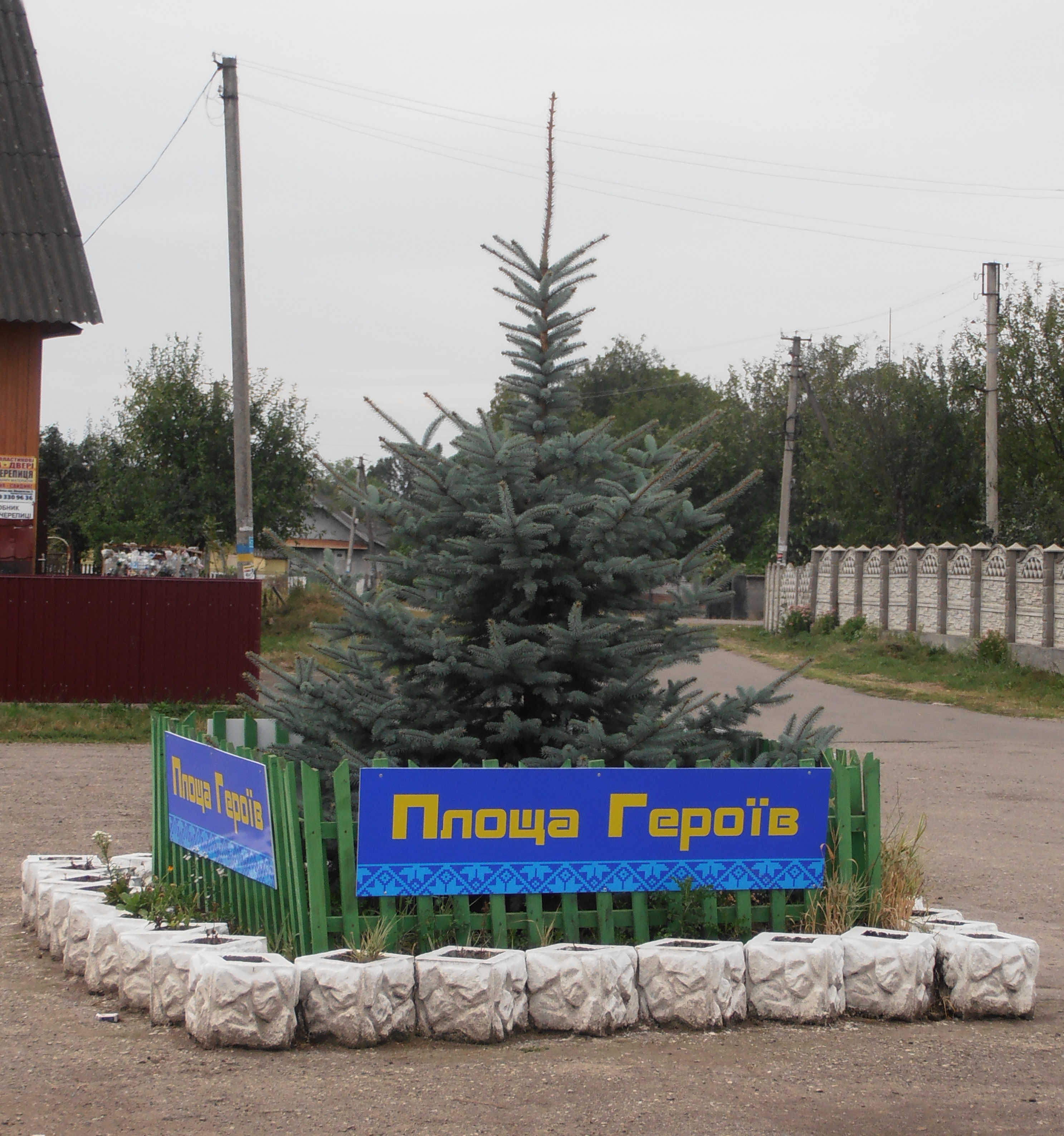
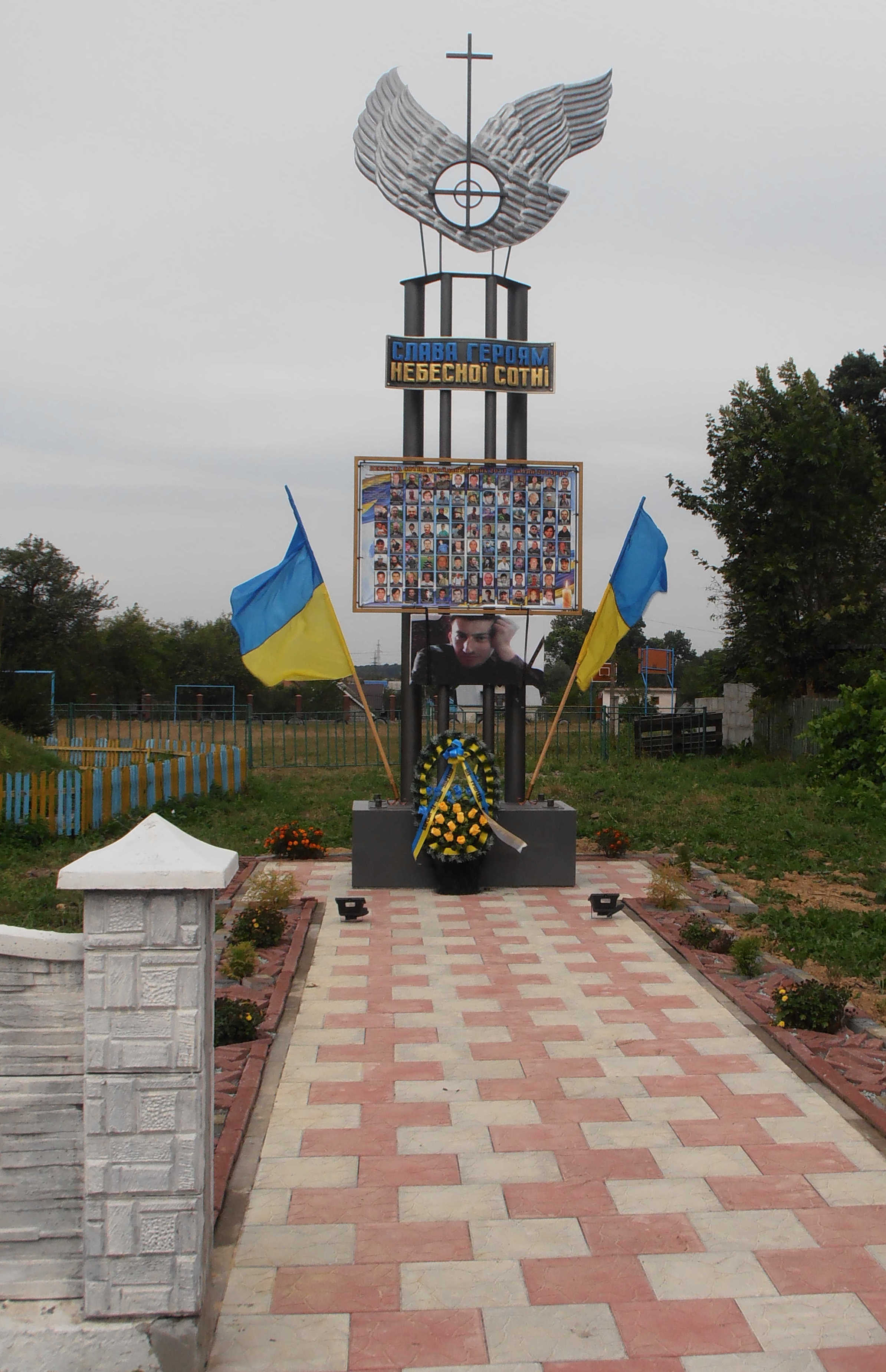
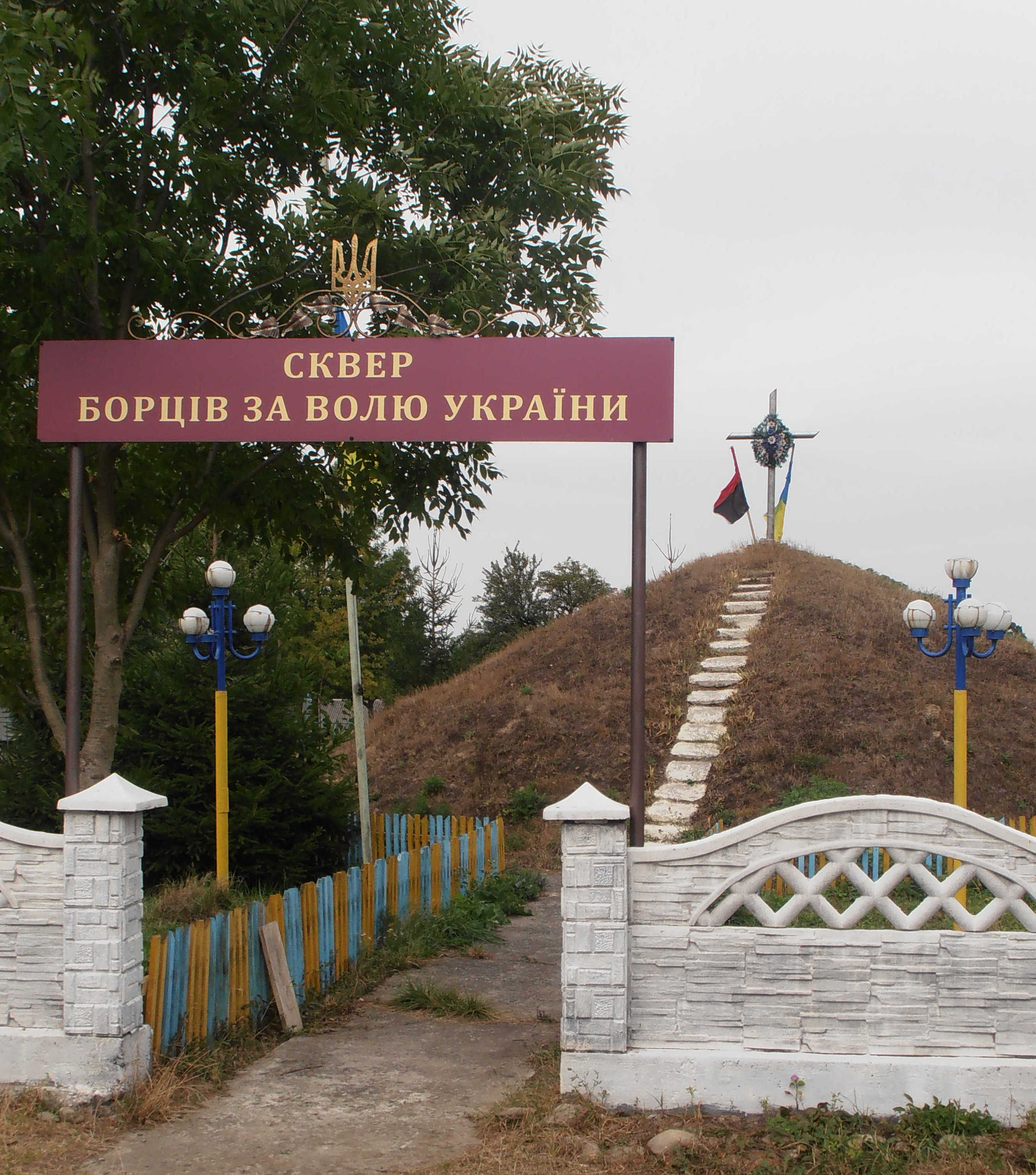
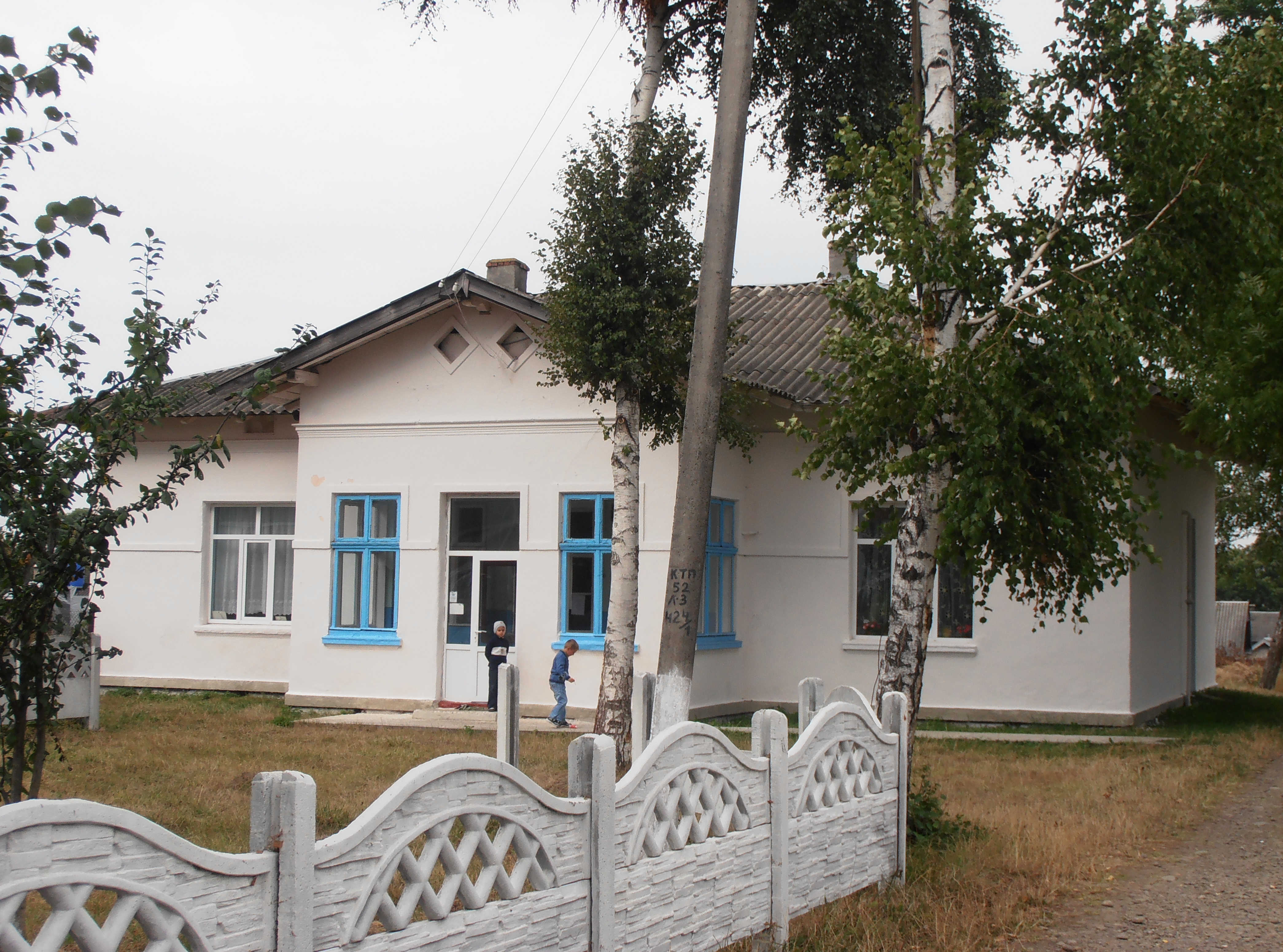

## Дозвілля
У селі Мостище працює Народний дім. У приміщенні якого знаходяться: бібліотека, музей. Також біля Народного дому знаходиться дитячий майданчик, який був поставлений у 2012 році. Молодь села бере активну участь у його житті. При народному домі діють гуртки. А саме народний аматорський хореографічний колектив «Мальва», вокальний колектив «Калинонька» та церковний хор. У 2013 році будується дзвіниця біля храму села Мостище — церкви св. Миколая (храмове свято 22 травня, 19 грудня), збудованої 1871 року.

## Соціальна сфера
- Народний дім.
- Школа І-ІІ ст[13]. на 150 місць[14].
- ФАП.
- 370 дворів, 1025 мешканців.

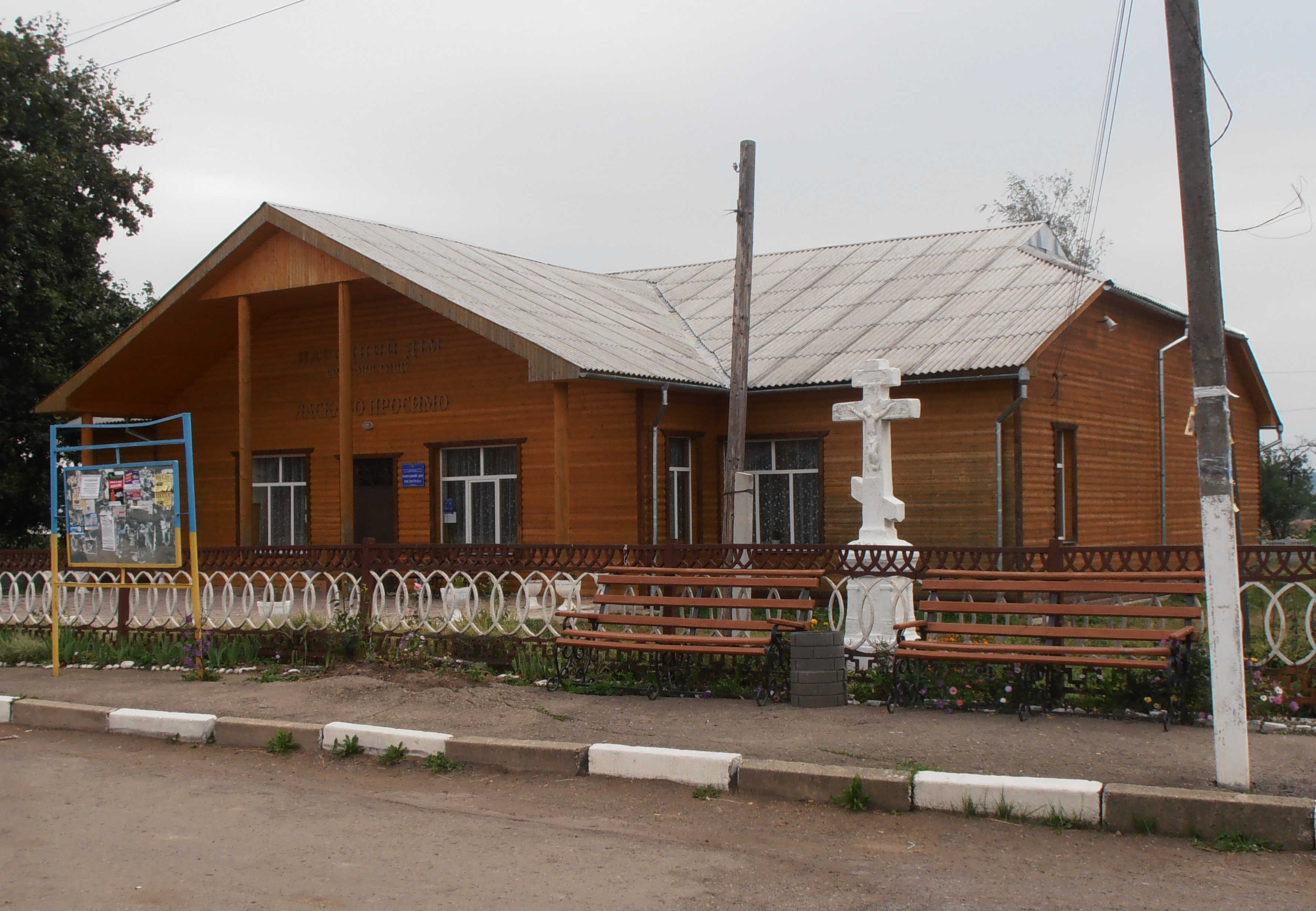
Народний дім
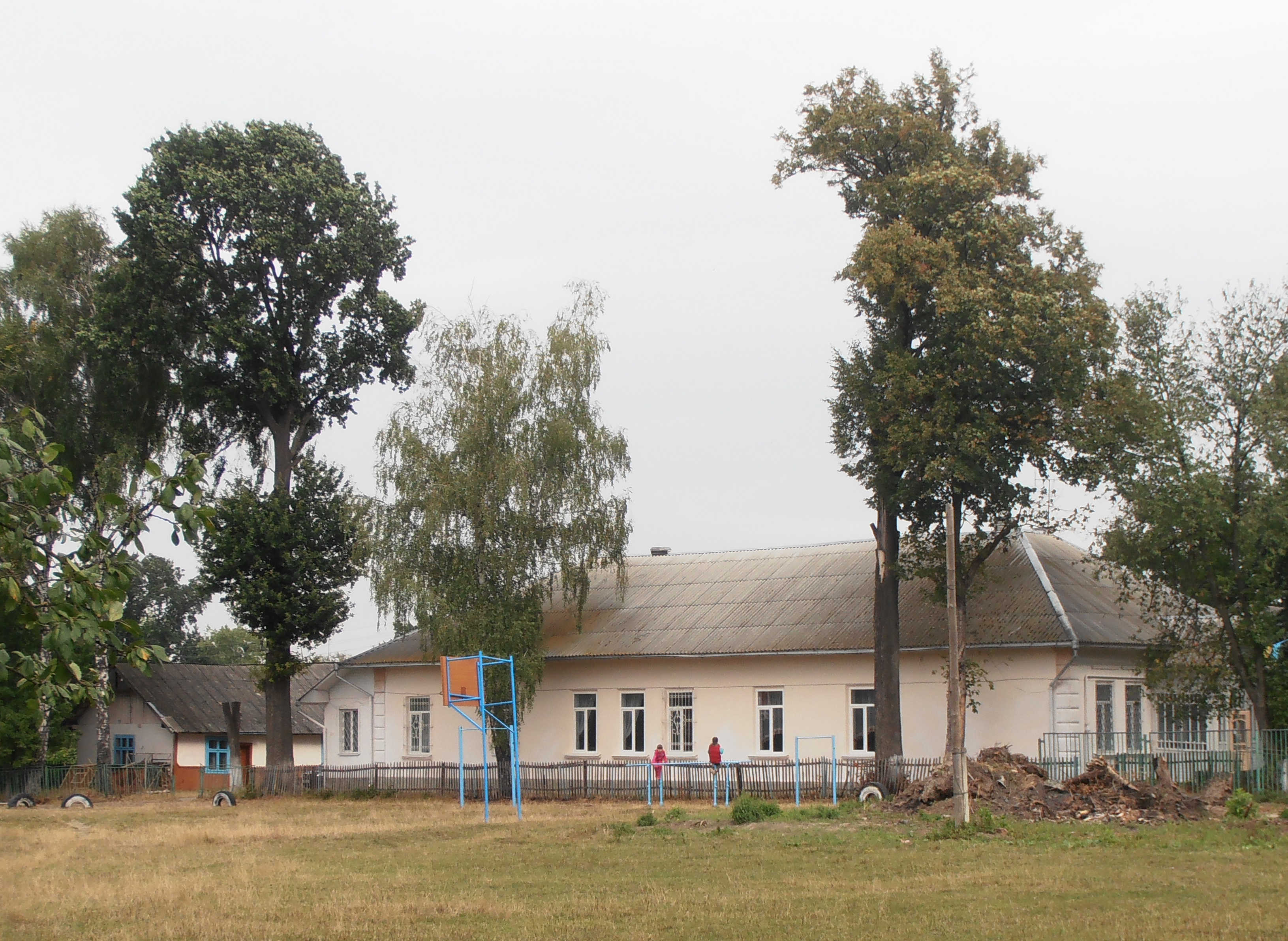
Школа
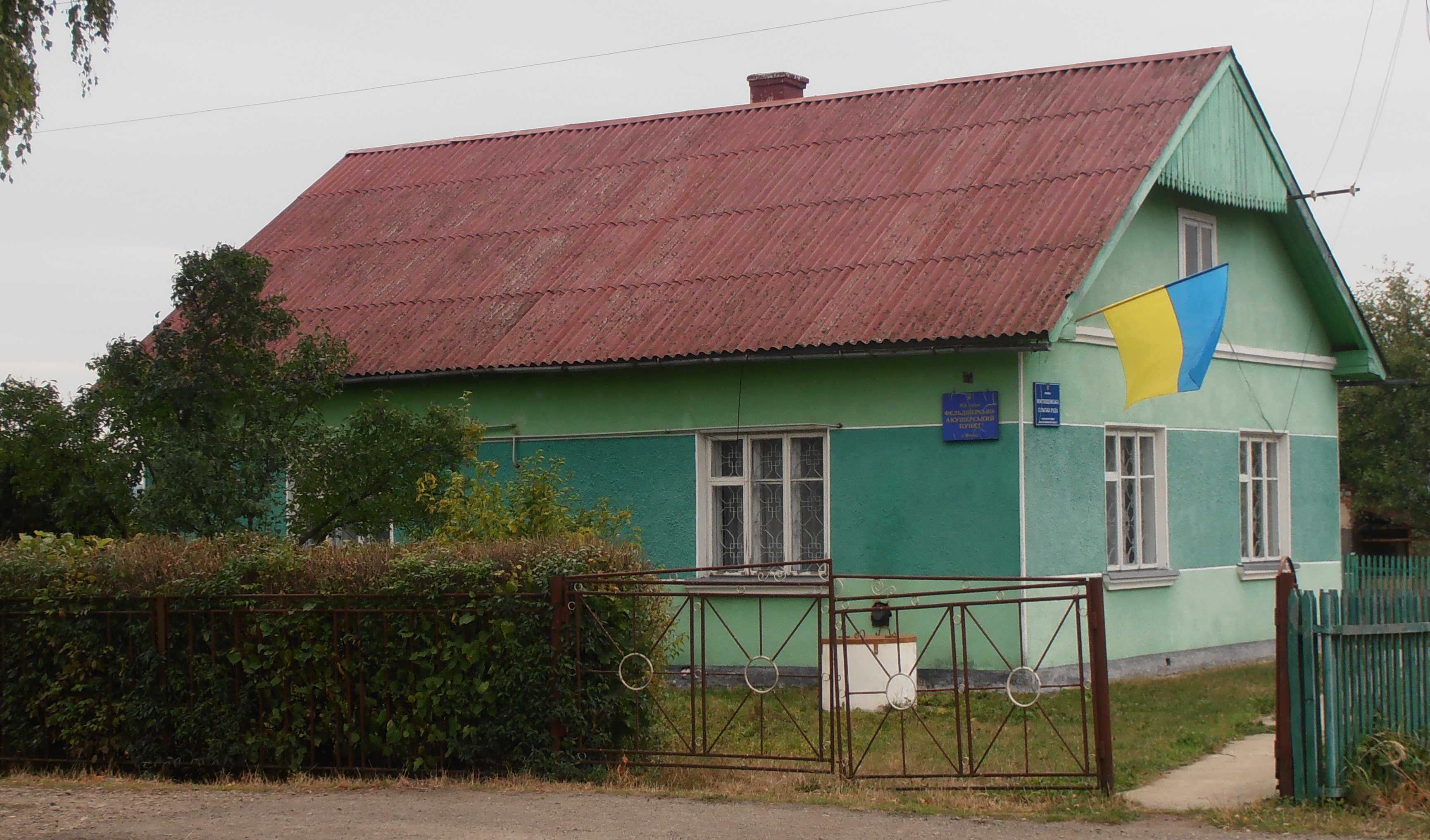
Сільрада-ФАП

## Вулиці
У селі є вулиці:
- Авдиковського
- Василя Стуса
- Зелена
- Івана Франка
- Лесі Українки
- Молодіжна
- Робітнича
- Сагайдачного
- Тараса Шевченка
- Ювілейна

## Відомі люди
- Климишин Микола — визначний діяч ОУН, учасник Варшавського процесу;
- Авдиковський Орест Арсенович — український письменник.[16]
- Михайло Гнідковський — греко-католицький священник, громадський діяч, посол Австрійського парламенту (1848—1849)
- Пукіш Юрій Миколайович (1987—2015) — солдат Збройних сил України, учасник російсько-української війни.